# Là où dansent les morts
Là où dansent les morts (titre original : Dance Hall Of The Dead) est un roman policier de Tony Hillerman paru en 1973. C'est le deuxième roman où figure le personnage de Joe Leaphorn.

## Résumé
Le jeune Ernesto Cata doit jouer le rôle de Shulawitsi, le Dieu du Feu dans une prochaine cérémonie religieuse des Indiens zuñi. Il voit un kachina qui peut être vu par les initiés, dont il n'est pas, comme une malédiction et le signe d'une mort prochaine. Le lendemain, son ami George Bowlegs quitte l'école tôt, après avoir appris qu'Ernesto n'est pas là. Le chef de la police zuñi Pasquaanti s'occupe de rechercher Ernesto, tandis que Joe Leaphorn est chargé de retrouver George. Un sol imbibé de sang, à l'endroit de rencontre des deux garçons est le point de départ de l'enquête. 
Près de la maison de la Bowlegs, Leaphorn apprend de Cecil, le frère cadet de George, que ce dernier fuyait le kachina. Cecil dit que Ernesto avait volé des silex sur un site de fouilles archéologiques. Leaphorn interroge Ted Isaacs qui travaille aux fouilles sous l'égide du professeur Reynolds, homme de principes, qui interdit à Isaacs de voir sa petite amie Susanne dans le périmètre du site, comme il a interdit les lieux à Ernesto et George quelques jours plus tôt. Interrogé, Reynolds nie tout vol sur le site, contrairement à ce que Cecil a rapporté. Il rencontre Susanne qui confirme que George avait peur de quelque chose. Le policier l'interroge sur l'absolution dans la religion zuñi. Sur ces entrefaites, le corps sans vie d'Ernesto est retrouvé. 
Pasquaanti et la famille d'Ernesto déterrent le corps de l'enfant, tandis que Leaphorn examine les lieux afin de découvrir comment le vélo et le garçon y ont été amenés. Après l'enterrement, Leaphorn laisse Cecil à la mission franciscaine, parler de nouveau avec Susanne, et apprend que George était à la recherche d'une religion, d'un lieu d'appartenance.
Leaphorn prend Susanne en auto-stop. Ensemble, ils trouvent la piste du cheval de George, puis d'un cerf tué pour son repas. Sur chaque site, ils relèvent les empreintes de mocassins et suppose par le recoupement d'informations qu'il s'agit là de l'assassin d'Ernesto, dont il devine maintenant l'identité. Le policier peut-il le mettre hors d'état de nuire avant que ce tueur ne commette un autre meurtre ? 

## Particularités du roman
Le roman se situe dans le Sud-Ouest américain.
Parmi les thèmes du roman, la religion zuñi et l'hostilité entre Navajos et Zuñis.

## Édition française
Le roman est publié en français dans la collection Rivages/Noir, no 6, en 1986.

## Prix et honneurs
- Là où dansent les morts remporte le prix Edgar-Allan-Poe du meilleur roman en 1974.
- Il obtient en France le Grand prix de littérature policière du meilleur roman étranger 1987.
- Là où dansent les morts occupe aussi la 37e place au classement des cent meilleurs livres policiers de tous les temps établi en 1995 par l'association des Mystery Writers of America.